# Dat Stick
〈Dat $tick〉是印尼嘻哈歌手布萊恩·伊曼紐以艺名“Rich Chigga”（后改为“Rich Brian”）於2016年3月11日發布的处女作单曲，由當時的CXSHXNLY（現名為88昇（88rising））負責發行。

## 發行與製作
〈Dat $tick〉以升C大調創作，每分鐘108拍，時長2分6秒，是首陷阱嘻哈歌曲。歌曲由阿南達·文尼（Ananta Vinnie）擔任製作，他和布萊恩兩人花費不到兩周的時間就完成了歌曲的創作。
〈Dat $tick〉首先於2016年2月22日在YouTube上發布，同年3月11日登上串流媒體。美国说唱歌手鬼脸煞星和Pouya還與布萊恩合作推出了重混版本。

## 歌名含义
“Dat”为英语单词“that”的俚语化表达，意为“那”。“Stick”本意为“棍”，在英语俚語中有“步枪”的含义。布莱恩自己则表示：“‘stick’可以是任何东西，我知道它是枪的俚语，但是如果你是说木棍的话，那去他妈的，它就是根木棍。”

## 反響
〈Dat $tick〉獲得廣大迴響，并迅速在互联网上走红，其音樂錄影帶在發布一年內擁有2000多萬的觀看次數。
一些说唱歌手如Desiigner、Cam'ron、鬼脸煞星、21·萨维奇和MadeinTYO都對歌曲讚譽有加，稱讚布萊恩的Flow及他在影片中的服裝造型。鬼脸煞星更是直接向布萊恩的經紀人表示想要與他合作。

## 榜单
| 榜单（2016年）                               | 最高排名 |
| -------------------------------------------- | -------- |
| 美国（《公告牌》节奏布鲁斯及嘻哈榜外单曲榜） | 4        |

## 认证
| 國家或地區             | 認證 | 銷量     |
| ---------------------- | ---- | -------- |
| 美國（美國唱片業協會） | 金   | 500,000^ |
| ^銷售認證計算於出貨量  |      |          |

† 从2013年5月9日起，美国唱片工业协会对数字单曲销量的认证包含付费音视频的播放加下载。